# Thorsten Berg
Karl Thorsten Paul Berg, född 24 mars 1908 i Åtvid, död 25 augusti 1980 i Malmö, var en svensk jurist som var lagman i Sandvikens tingsrätt från 1971 till 1975.
Berg blev juris kandidat vid Uppsala universitet 1931 och genomförde tingstjänstgöring 1931–1934 innan han blev fiskal vid Göta hovrätt 1935. Han blev hovrättsråd 1948, revisionssekreterare 1950 (tillförordnad 1946), häradshövding över Gästriklands östra domsaga 1957 och var lagman vid Sandvikens tingsrätt 1971–1975.
Berg var son till skogsförvaltare K.G. Berg och hans maka Cecilia, född Kinnander.